# 禍港四人組
禍港四人組（中国語: 禍港四人幫）とは、中国の国有メディアが2019年-2020年香港民主化デモの際に、黎智英、李柱銘、陳方安生、何俊仁の4人の政治反体制派を指す言葉である。
黎智英は「四人組の頭目」（中: 禍港四人幫之首）とされている。

## 参考
【逃犯條例】屢遭官媒批「禍港四人組」 陳方安生：行徑無恥